# Carolina Deik
Carolina Deik Acosta-Madiedo (17 de septiembre de 1980) es una abogada y académica colombiana que ejerce como Primera Dama de Bogotá desde 2024, como esposa del alcalde Carlos Fernando Galán.  Es directora del bufete de abogados Deik Acosta-Madiedo. Anteriormente, se ha desempeñado como cojueza del Consejo de Estado y profesora de derecho constitucional, administrativo y de contratación pública en la Universidad Externado de Colombia, la Universidad de los Andes y la Universidad Santo Tomás de Aquino.

## Primera Dama de Bogotá (2024-presente)
El 1 de enero de 2024, Deik asumió el cargo de Primera Dama de Bogotá durante la toma de posesión de Carlos Fernando Galán como Alcalde Superior de Bogotá. En julio de 2024, lideró una campaña de vacunación infantil contra el virus del papiloma humano. Junto con el Banco de Alimentos de Bogotá, organizó una carrera con el objetivo de recolectar alimentos para las poblaciones más vulnerables de la ciudad. El 28 de septiembre de 2024, se reunió con las primeras damas de Medellín y Manizales para forjar la cooperación entre las dos ciudades en materia de políticas sociales.